# ヤンキー烈風隊
『ヤンキー烈風隊』（ヤンキーれっぷうたい）は、もとはしまさひでによる日本の漫画作品。またそれを原作とした映像化作品（アニメ・実写）。
関連作品の『新ヤンキー烈風隊』（にゅーヤンキーれっぷうたい）についても併せて記述する。

## 概要
『月刊少年マガジン』（講談社）にて1986年から1993年まで連載。累計発行部数は650万部を突破している。1989年 - 1996年に6本のOVA化、1995年に実写映画化されている。
『新ヤンキー烈風隊』は、前作をリニューアルした新作として『ヤングテイオー』（ぶんか社）などに掲載。設定は講談社版の『ヤンキー烈風隊』とは異なる部分があり、厳密には続編ではない。

## 登場人物・団体

### 主要人物
門田紋乃丞
主人公。烈風隊2代目総隊長。一見惚けた雰囲気だが素手のタイマンでは負け知らずの男。元々一匹狼で不良をやっていたために、20回以上の転校を繰り返し、出席日数が足らずに高校は2年ダブって、18歳でまだ高校1年生であるが、学力自体は優秀で常にトップである。男気に生きる超硬派。ただし極度の下戸であり、酒どころか奈良漬けを食べただけで泥酔状態になってしまう。相当な強運の持ち主で、ナイフで腹を刺されても軽傷で済み、拳銃で胸を撃たれた際も急所を外れ、暴力団の抗争に巻き込まれて海に投げ出されても記憶喪失になっただけで生存するなど、窮地に立っても間一髪のところで助かる事が多い。自宅は都内の知人の持つ雑居ビルの屋上に建てたプレハブミニ住宅で、竜二や真梨が住み着くようになってから度々建て増している。
他チームとの抗争が起きた際は、自ら敵地に乗り込んでケジメを取りに行くことを好む。また烈風隊を愛する一方で他チームの隊員達の気持ちを分かる男で、敵対チームであっても完全に叩き潰したり吸収合併することはしない。
愛車はスバル・360、通称「ロータリーターボスバル」。一見すると中古で購入したオンボロ車だが、エンジンをRX-7のロータリーターボエンジンに交換してあるため、スポーツカー顔負けの走りを見せる。
花岡竜二
紋乃丞の弟分。元はブラック・ツェッペリン第8代総長だったが、後に退団して烈風隊親衛部長になる。
関東一の暴力団・関東花岡連合の会長の一人息子で、初めは父親の威光を笠に着て好き放題に暴れ回っていたが、花岡の名前を恐れない紋乃丞に叩きのめされた。それを通じて紋乃丞に惚れ込み、以後紋乃丞と行動を共にすることになる。
集会時は紋乃丞のスバルの助手席が指定席で、まだ15歳のため運転をすることは少ない。怪我をした紋乃丞を病院へ運ぶためにハンドルを握った際は、かなりの運転テクニックを見せている。
父の死後花岡連合の会長の座を継ぎ、筋を通し堅気の前では謙虚な姿勢をとるなど、人間的に大きく成長を見せる。
恋沼真梨
紋乃丞の恋人。とある高校で半端な男たちに空しさを感じて番を張っていたが、転校してきた紋乃丞に一目惚れされた事から縁が生まれ、鉄や愚連会との喧嘩を通じて恋仲になった。気の強い性格だが、紋乃丞には基本的にベタぼれ。学力は優秀で洞察力も優れている。愚連会のメンバーを紋乃丞と協力して叩きのめすなど、喧嘩も相当に強い。
愛車はトヨタ・ソアラだが、高1なので無免許運転である。
田嶋鉄
紋乃丞の友人。頭髪を卍型に残して剃り上げた特徴的な髪型で、通称「卍の鉄」。虎の威を借る小物然とした性格だったが、紋乃丞と関わるうちに男として少しずつ成長し、後に烈風隊への入隊も認められる。ただし喧嘩は実に弱く、またかなりのトラブルメーカー。情報通として知られ、1日で1チーム20人以上の情報を調べ上げるなどの情報収集能力で烈風隊に貢献している。実家は自動車修理工場で、紋乃丞も鉄の父と懇意である。
愛車は日産・プレジデント。見た目は族仕様だが、外見だけのチューンのため大したスピードは出ない。

### 烈風隊
かつて東堂力也が結成した、東京都を拠点とする伝説的な超硬派暴走族。隊員数は47名。（紋乃丞・竜二・鉄が入隊した後も47名の呼称は変わっていないが、人数の出入りに関しては不明）
あくまでも男気に生きる硬派を理想とし、他のチームに抗争を仕掛けることや無関係な人を巻き込むことは、隊の規則で禁じられているが、売られた喧嘩は必ず買うことも規則で明記されている。独自の儀礼として、最敬礼は相手が止めるまでひたすら「押忍」と叫び続ける「永遠（とわ）の押忍」。入隊式には入隊者の血を酒に溶かして立ち会う隊員達で回し飲みする「契りの儀式」がある（作中では紋乃丞の2代目総隊長就任式でも行っている）。
白沢儀一
烈風隊統制部長。東堂引退後隊を指導していた最高幹部「鬼の三人衆」の筆頭格。一人で敵地に乗り込みがちな紋乃丞に代わって隊を預かることが多い。なお、実家は寺。
超硬派の烈風隊でも一番の武闘派として知られ、拳法の心得もあるので素手喧嘩の実力は極めて高い。群雄蜘蛛との抗争の際は、群雄蜘蛛25名のうち柏木・唐沢・野口を除いた22名を一人で叩きのめしている。烈風隊を愛する意識は強く、紋乃丞と関わるうちに人間的に成長していき、花岡連合のために烈風隊を動かそうとする東堂に反対したり、成り行きで花岡に入った紋乃丞に除名を言い渡すなど、権威に怖じぬ姿勢を貫くまでに逞しくなる。紋乃丞が一時的に行方不明になっていた間は、3代目総隊長の座に就いていた。愛車は三菱・デボネア。
田村伝八
烈風隊幹事長。「鬼の三人衆」の一人で2ｍ近い巨漢。隊のご意見番的な立場にあり、主に人事や事務面を担当。突っ走りがちな紋乃丞や白沢、正木に対するブレーキ役で、感情をあらわにすることは少ない。常にどっしりと構えていて精神面も強い。
白沢のデボネアの助手席に座ることが多く、彼自身の愛車は不明。
言動もおおよそヤンキーらしくない堅物な口調が基本で、どうせ喧嘩するのなら正々堂々と素手で行うべしと主張している（ただし一度だけ玉砕覚悟でナイフを持ち出したこともある）。
正木伸二郎
烈風隊特攻隊長。「鬼の三人衆」の一人で、紋乃丞が最初に出会った烈風隊隊員。生業は有限会社正木酒店・専務取締役（ようは酒屋の跡取り息子）。アフロヘアーがトレードマークで、私服のオーバーオール姿は「まるで売れないバンドマン」と、普段は暴走族らしからぬ風貌をしている。
喧嘩っ早い性格で、手が先に出るタイプ。また、白沢や田村が呆れるほどの大食らい。愛車はバイク（車種は明記されていない）で、座席の後ろには得物の金属バット「特攻抜斗」が内蔵されている。
烈風隊の中では真梨、竜二らと共に紋乃丞とかかわりが深く、彼が2代目総隊長就任式で酒が飲めないのを承知で隊員全員の血を酒に入れるよう要求してきた際、その気概に打たれて一番手を務めたほど。
赤城義光
烈風隊親衛部副長。紋乃丞や鬼の三人衆の後輩にあたる若い隊員。一度は親衛部長に推されたが、それを辞退し代わって竜二を親衛部長に推薦した。
愛車はホンダ・CBX(後に今泉に16万で譲る。)で、後に日産・スカイラインに乗り替えた。その際に髪型も変えている。
白沢同様イケイケの武闘派だったが、紋乃丞の影響で逞しく成長していく。武器としてはナイフを使用し襲ってきた倉田と黒豹隊特攻隊長の河内の耳を自分の身代わりで負傷した後輩の仇と張りに其々片方切り落としている。
今泉浩吉
烈風隊平隊員。赤城の後輩として彼に私淑していて、髪型も（髪を切る前の）赤城と揃えていた。寿司屋のアルバイトで貯めた貯金を前金に赤城の単車を譲り受けたが、赤城と一緒にツーリングした帰り道に、黒豹組に（赤城と間違えられて）襲撃を受け、お台場の砂浜に首より上の状態で埋められてしまう。（赤城が襲われたと）知らせを受けた紋乃丞達が駆けつけた時は満潮で溺れて失神していた。救出され病院に運ばれるも生死の境を彷徨い、その後の安否は不明。
東堂力也
烈風隊初代総隊長。紋乃丞の5歳上の先輩で、現在は族を引退して東京愚連会という組で新宿支部長を務めている。厳格な性格だが、新車が届いた時は目の色を変えてはしゃぎ回るなどユーモラスな面もある。愛車はメルセデス・ベンツのAMGゲンバラチューン仕様。
紋乃丞を見込んで2代目総隊長に推薦するが、予想以上に活躍を見せたので嫉妬したり、ヤクザ生活に無常を覚えて足を洗って堅気になろうと考えたこともあったが、竜二に器量を認められて花岡連合の本部で力を貸してほしいと頼まれる。

### ブラック・ツェッペリン
漢字表記では黒飛行船、通称黒ツェッペ。関東で最大規模を誇る暴走族。総隊員数は300人に迫る大チーム（関東だけの人数か、他地方の支部を含めてかは不明）だが、関西支部を除けば走り屋集団で烈風隊のような武闘派ではない。
松本建二
黒ツェッペ第10代総長。竜二が烈風隊に入隊したために空位になった総長の座を引き継いだ（第9代は縁起が悪い数字だという理由で欠番）。竜二が紋乃丞の弟分になる以前は彼を含めて4人の取り巻きがいたが、フルネームが出ているのは彼のみ。

### 紅龍
東京・下町の悪党チーム。隊員は十数名の小チームだが、「何でもござれの極悪チーム」と称される札付きの暴走族である。
倉田清輝
紅龍総長。小悪党然とした策略家で、OBの角川が紋乃丞を刺して怪我をさせた事を好機として、紋乃丞の命を奪って烈風隊を潰そうとしたが返り討ちに遭う。
その後黒豹組を手引きして烈風隊を潰させようとしたが、その姑息さが白沢・赤城の怒りを買って東京を追われる。最後は高飛び先で烈風隊幹部と立場を偽って集金サギを働いたが、東堂に取り押さえられてお縄となった。

### 菊華連合
K県を主な活動範囲とするチームで、烈風隊と並ぶ超硬派暴走族として恐れられている。紋乃丞の総隊長の特攻服を持ち出した鉄が連合のたまり場に乗り込むという愚行を犯したために烈風隊と抗争寸前になるが、初代総長・岩倉猛の計らいで友好関係を結ぶ。
岩倉猛
菊華連合の初代総長で、顔は横に大きな傷跡がある。烈風隊時代の東堂とはライバル関係にあった。凶暴・凶悪な性格と言われるが、それはあくまでも筋を通す超硬派精神が根底にあり、思いあがった態度をとった者に対してしか暴力は振るわず、礼儀を弁えない者は女でも容赦しない。逆に真剣に困っている者や弱者には力を貸す・助けに入るという男気を見せる。初登場時は一応堅気だったが、凶悪暴走族との抗争で相手チームの1人を殺めてしまい、長い刑務所暮らしをしていた。族の世界で全国制覇を成し遂げるという夢を抱いて東堂の引退後も菊華連合に留まり続けていたが、紋乃丞と出会い、その男気に惚れ込んで彼を全国制覇の後継者と見込み、族を引退。旧知の仲の東堂をたずねて愚連会に入り、結局ヤクザとなった。愛車は日産・シーマ。
近藤義春
菊華連合第12期総長。乗り込んできた鉄に焼きを入れたが、そこに駆けつけてきた紋乃丞によってあっという間にのされてしまった。その後も血゛獄一家の服部に闇討ちされるなど、貧乏クジを引くことが多い。愛車はシボレー・コルベット・スティングレイ。
波島卓也
菊華連合親衛隊長。殺戮同盟の国木田をタイマンで破ったこともある猛者だが、ツーリング客を装った血゛獄一家の服部に襲われ、重傷を負う。

### 殺戮同盟
S県の6つの暴走族（「非道族」「毒露」「チーム蝉」「舞悪魅」「グレート」「群雄蜘蛛」）によって構成される連合チーム。総隊員数は200名を超える。
東京進出を目論む「群雄蜘蛛」が烈風隊入りしたばかりの竜二を襲撃したことから烈風隊と抗争になる。
国木田晴臣
殺戮同盟総裁で、構成チームの一つ・非道族の総長。かなりの巨漢で、紋乃丞からは「大仏」と呼ばれていた。集会の無い日は毎日滝に打たれて精神修養を怠らない。めったなことでは動かないが、敵対したチームには容赦しない激しい気性の持ち主で、かつて同盟のシマを荒らしたチームの総長の命を奪ったこともある。剣術に秀でていて、紋乃丞とも互角に近い喧嘩をできる強者だったが、血゛獄一家の服部に襲われ重傷を負ってしまった。愛車はトヨタ・センチュリーのリムジン仕様。常に念仏を唱えていて意外と信心深い。
柏木誠
殺戮同盟の構成チーム・群雄蜘蛛（スパイダー）の総長。殺戮同盟を後ろ盾に烈風隊を潰そうと企み、手始めに竜二を唐沢・野口に襲わせたが、二人を烈風隊の復讐の的にさせることで同盟を動かす口実にしようとしてたことが紋乃丞の怒りに触れ、一方的にぶちのめされた。愛車は日産・セドリック330。
唐沢ユキオ
群雄蜘蛛隊員。柏木の命を受けて竜二を襲うが、ケジメを取りに乗り込んできた紋乃丞とのタイマンに敗れた。悪事を働くと肝が据わるタイプ。紋乃丞に敗れてからは筋を通す硬派な人間へと成長していった。愛車は日産・セドリック330オープンカー仕様。
野口一郎
群雄蜘蛛隊員。思いあがった性格で、唐沢と共に竜二を襲ったが、紋乃丞達の制裁を恐れるあまり失神した上に脱糞してしまった。悪事を働くと臆病になるタイプで、この一件で族世界に心底懲りて、群雄蜘蛛を引退する決意をした。

### 遠州血゛獄一家（えんしゅうぢごくいっか）
静岡県全域を縄張りとする暴走族。元々は東部の「血゛獄会」と西部の「遠州一家」に分かれて抗争を繰り広げていたが、遠州一家の総長・加瀬建城の命と引き替えにした仲裁により統一チームとなる。以後関東進出を目標に掲げ、菊華連合・殺戮同盟・そして烈風隊を襲撃する。
太田黒政綱
血゛獄一家本部長。血゛獄一家の前身の一つ・血゛獄会の元総長で、総長の座が空席になっている血゛獄一家の実質的なリーダー。「静岡を統一したら次は関東を制覇する」という建城との約束を果たすべく、関東の有力チームに抗争を仕掛けた。
加瀬美鈴
血゛獄一家親衛部長。県下有数の大企業の令嬢で、亡き総長・加瀬建城の実妹。二枚カミソリの使い手で、不始末を起こした隊員の制裁を担当している。静岡に乗り込んできた紋乃丞と出会い、彼に兄と同じ香りを見いだしたことから最終的に惚れ、最終回では東京に帰る紋乃丞に強引についていき、同じく奇縁で紋乃丞と出会ってついてきた林ユウ子と舌戦を繰り広げた。愛車はランボルギーニ・ディアブロ。
森田石松
血゛獄一家特攻隊長。刀の鍔を眼帯にした隻眼と吃音が特徴的。元ボクサー志望でプロテストも受かったことがある。その腕っぷしは、鉄をジャブ一発で気絶させるほど。愛車は仕事兼用の大型トラックで、荷台には大型バイクを積んでいる。
服部純樹
血゛獄一家切り込み隊長。ターゲットのチームに対する刺客役であり、変装して関東に潜入して菊華連合の波島と近藤、殺戮同盟の国木田を次々と血祭りに上げるが、次に紋乃丞を襲おうとして逆に鬼の三人衆に取り押さえられる。後に、監禁場所に乗り込んできた太田黒と美鈴によって顔面をズタズタにされ、破門されてしまった。
加瀬建城
血゛獄一家の総長となっているが、既に故人。生前は血゛獄一家の前身の一つ・遠州一家の総長で、加瀬美鈴の実兄。血゛獄会・遠州一家の抗争を終わらせるために両チーム隊員達の前で自殺し、チーム統一のための人柱になった。紋乃丞と建城は、太田黒が紋乃丞を建城と見まがうほど雰囲気が似ているらしい。

### 関東花岡連合
関東一の広域暴力団で、構成員は1万2000人と言われる。竜二の実家であり、後に東堂達の愚連会もその傘下に加わった。
花岡虎造
花岡連合の会長で、竜二の父親。東堂が思わず尻込みするほどの威厳と風格を備えている。昔気質の男気に生きる人物で、外見とは裏腹に寛大な心の持ち主。紋乃丞の舎弟として男を磨きたいという竜二の懇願に対し、「竜二の男の器量で紋乃丞を花岡に連れてくる」事を条件に許可を出した。関東最大組織の首領ながら、かつては様々な業界で活躍する人々に陰ながら援助をしていた。
北原三津男
花岡連合の幹部で、傘下団体・北原組の組長。虎造の側近であり、竜二の運転手兼ボディーガードも務めていた。昔気質の侠客で度量も大きく、喧嘩の実力も鬼の三人衆をまるで寄せ付けないレベル。故郷の静岡では、伝説の不良として名を知られている。
橋爪侠太郎
花岡連合の最高幹部の筆頭格で、傘下団体・橋侠組の組長。自分こそが花岡連合で虎造に次ぐ地位にあることを自負しているため、虎造が高校生の素人である紋乃丞を自らの後継者に選んだことに強い怒りを抱き、「紋乃丞が花岡に入る前なら何をしても構わない」と見なして配下の殺し屋・張軀を刺客に差し向けた。
張軀鳳丸
橋爪の配下で、依頼に応じて標的を抹殺するヒットマン。橋爪の密命を受けて紋乃丞を狙うが、岩倉の妨害により失敗に終わる。その後彼の前に現れた紋乃丞とタイマンで対決した末和解した。橋爪から報酬として巻き上げた大金を故郷の児童施設にそっくり寄付するなど、悪党ながらも一本筋の通った男。

### 黒豹組
大阪を縄張りとする凶悪な暴走族。しかし暴走族とは表の顔で、実際は関西の広域暴力団・U組の実動部隊。花岡連合とU組が抗争を起こしたために、花岡と関わりの深い烈風隊を狙って東京に現れた。主に四輪を使用しており東京に来る際と今泉、赤城襲撃時のキャデラックフリートウッドと車両と隊員運搬用の三菱ふそうの2台の大型トラックを所有している。
豹藤魔佐人
黒豹組総長。黒豹組でも随一の危険人物で、喧嘩で血を見たら相手の息の根を止めるまで手を止めない凶状持ち。ゴキブリを生で食べるという悪食の持ち主。
竜二がかつて総長を務めていた黒ツェッペの関西支部長を殴り殺したのを手始めに、紅龍の倉田の手引きで東京に乗り込んで赤城の後輩・今泉を（赤城本人と間違えて）襲い、瀕死の重傷を負わせた。今泉のケジメを取るべく乗り込んできた烈風隊との対決では、白沢と互角のタイマン勝負を繰り広げた。
最終回で再登場し、ヤクザの雇われ仕事から足を洗うと紋乃丞に告げる。その際紋乃丞からは「アマチュアの暴走族を一緒にやろう」と誘われ、「考えてみよう」と答えていた。

### 弾丸（たま）
鹿児島県S市を拠点とする20数名ほどの弱小チーム。破壊族に縄張りを脅かされている。
林ユウ子
弾丸と縄張りを同じくするレディース「華恋」の第3期総長。引退式の帰り道に、暴力団の抗争に巻き込まれて記憶喪失になった紋乃丞と出会い、偶然にも紋乃丞が事故死した恋人によく似ていた事から世話をすることになる。最終的に惚れ、最終回では東京に帰る紋乃丞に強引についていき、同じく奇縁で紋乃丞と出会ってついてきた加瀬美鈴と舌戦を繰り広げた。実家はスナック。
勝山進吾
弾丸第6期総長。弾丸の集会場にもなるドライブインを実家としている。臆病な性格で、破壊族を恐れるあまり旧知の倉田の持ち込んだ烈風隊九州支部設立という作り話を信じ込んで大金を騙し取られる、乗り込んできた破壊族に土下座して許しを請うなど情けない言行が多い。しまいには紋乃丞への人質としてユウ子を破壊族の西郷と早宮に差し出す有様で、腹を立てた鉄にまで説教される羽目になった。

### 破壊族（クラッシュ）
鹿児島市を本拠とする県内最強の武闘派チーム。弾丸を潰して縄張りを奪うべく抗争を仕掛ける。
西郷創一郎
破壊族6代目総長。早宮が勝山を襲撃した事をきっかけに本格的な弾丸潰しに乗り出すが、たまたま紋乃丞捜索のためS市を訪れていた烈風隊が「弾丸の制服を着て破壊族に喧嘩を売って回る」という形で加勢したために逆にチームを壊滅状態に追い込まれてしまった。移動車はシボレー・カマロ。
早宮城
破壊族第6期特攻隊長。弾丸潰しを主張する急先鋒で、二度にわたってS市に乗り込んで勝山を襲撃している。その際に記憶喪失のまま勝山のドライブインでアルバイトをしていた紋乃丞とタイマンを演じかけた。愛車はヤマハV-MAX

### その他の登場人物
下田理佳
鉄と同棲中の恋人。大人びて見えるがまだ15歳。黒ツェッペのたまり場となっている喫茶店を経営している。最初は鉄にヒモ同然の生活をさせていたが、紋乃丞の影響から次第に鉄を尻に敷くようになり、物語中盤以降では鉄が筋の通らない事をしたら容赦なく焼きを入れるようになっていた。
赤坂ミチ
紋乃丞と真梨が転校した奥玉高校を仕切っているスケ番・墨零一家のリーダー。紋乃丞を知っているという理由で黒ツェッペ時代の竜二に顔面を木刀で滅多打ちにされてしまい、それ以後紋乃丞と竜二の二人を憎んでいたが、竜二がケジメとして自らの顔に大きな傷を作ったことで気圧され、水に流した（ミチの顔は治療の甲斐あって元通りに治った）。これが縁となって竜二と交際するようになり、一時はバカップルと化した。愛車はダイハツ・クオーレ・ターボ。
門田鹿之助
紋乃丞の父。警視庁に勤める刑事で、見た目は強面だが刑事の鑑のような堅物。

## 映画
1995年9月23日に劇場公開された日本映画。

### キャスト
- 門田紋乃丞：阿久津健太郎
- 恋沼真梨：西野妙子
- 花岡竜二：本宮泰風
- 正木伸二郎：赤木信哉
- 田島鉄：小山田有作
- 片桐：北村淳一
- 猪瀬：鮫島研一郎
- こずえ：西田明美
- 洋子：川崎愛
- 理佳：秋元彩香
- 香川優子：筒井真理子
- 東堂力也：松田ケイジ
- 花岡虎造：中尾彬
- 沼田爆、北村康、大滝明利、所博昭、遠藤城利、三村幸司、細山田隆人 ほか

### スタッフ
- 製作：市村將之、石川博、鈴木ワタル
- プロデューサー：井手正義、五十嵐智之、山本芳裕、佐藤陸夫
- 監督：新村良二
- 脚本：森岡利行
- 撮影：満井坦彦（J.S.C）
- 照明：須永裕之
- 録音：大宮健司
- 美術：稲垣尚夫
- 編集：島村泰司
- スクリプター/記録：宮下こずゑ
- 音楽：高井寿
- 助監督：横井健司
- 衣装デザイン：橋本幸司
- 技斗：二家本辰巳
- カースタント：カースタントTAKA（野呂慎治、永田崇明）
- バイクコーディネート：最上正弘、川畑剛、廣川大介、坂入正敏
- 音響効果：阿部作二
- MA：映広
- 現像：東京現像所
- スチール：野上哲夫
- タイトル：マキ・プロダクション
- 協力：講談社
- 製作協力：松竹、大船撮影所、株式会社ブーム
- 製作：イメージファクトリー・アイエム、パル企画

## OVA
東映ビデオにより、OVAとして全6巻が製作される。
1. ヤンキー烈風隊
2. ヤンキー烈風隊II　二代目襲名!!血染めの特攻服
3. ヤンキー烈風隊III　壮絶!!仁義なき抗争
4. ヤンキー烈風隊IV　恐怖の命（タマ）取り合戦
5. ヤンキー烈風隊V　血の掟!遠州血゛獄一家
6. ヤンキー烈風隊VI　血の決着!遠州血゛獄一家

後に、1枚に2作収録で「東映VANIME」レーベルのDVD全3巻も発売された。

### キャスト
- 難波圭一（門田紋乃丞）
- 堀川亮（花岡竜二）
- 荘真由美（恋沼真梨）
- 千葉繁（田嶋鉄）
- 山口健（白沢儀一）
- 塩屋浩三（田村伝八）
- 大塚芳忠（正木伸二郎）
- 銀河万丈（東堂力也）
- 若本規夫（岩倉猛）
- 田中和実（赤城義光）
- 郷里大輔（花岡虎造）
- 青野武（北原三津男）
- 関俊彦（森田石松）

### スタッフ
- 監督：今沢哲男
- 脚本：小野竜之助、石倉保志、中西隆三
- 音楽：山崎稔、かしぶち哲郎、ほか
- 製作協力：東映動画
- 製作：東映ビデオ

### 主題歌・挿入歌
- 主題歌（第5巻）「KISS ME」歌：西野妙子
  - 作詞：もとはしまさひで、真名杏樹／作曲：多々納好夫／編曲：白井良明

- 挿入歌（第5巻）「よこがお」歌：西野妙子
  - 作詞・作曲：小坂明子／編曲：太田美智彦